# A Szirén epizódjainak listája
Ez a lista a Szirén című amerikai sorozat epizódjainak listáját tartalmazza. Magyarországon a sorozatot az HBO 3 sugározza.

## Évados áttekintés
| Évad | Évad | Részek száma | Részek száma | Eredeti sugárzás  | Eredeti sugárzás   | Eredeti adó | Magyar sugárzás   | Magyar sugárzás    | Magyar adó |
| Évad | Évad | Részek száma | Részek száma | Évadbemutató      | Évadzáró           | Eredeti adó | Évadbemutató      | Évadzáró           | Magyar adó |
| ---- | ---- | ------------ | ------------ | ----------------- | ------------------ | ----------- | ----------------- | ------------------ | ---------- |
|      | 1.   | 10           | 10           | 2018. március 29. | 2018. május 24.    | Freeform    | 2018. április 29. | 2018. június 24.   | HBO 3      |
|      | 2.   | 16           | 16           | 2019. január 24.  | 2019. augusztus 1. | Freeform    | 2019. február 17. | 2019. október 1.   | HBO 3      |
|      | 3.   | 10           | 10           | 2020. április 2.  | 2020. május 28.    | Freeform    | 2020. május 31.   | 2020. augusztus 3. | HBO 3      |

## Első évad (2018)
| Sor. | Év. | Cím                                           | Rendező           | Író                                                    | Premier                             | Nézettség   |
| ---- | --- | --------------------------------------------- | ----------------- | ------------------------------------------------------ | ----------------------------------- | ----------- |
| 1.   | 1.  | A mélység (Pilot)                             | Scott Stewart     | Történet: Eric Wald és Dean White Tévéjáték: Eric Wald | 2018. március 29. 2018. április 29. | 0,87 millió |
| 2.   | 2.  | A csalétek (The Lure)                         | Nick Copus        | Eric Wald                                              | 2018. március 29. 2018. április 29. | 0,87 millió |
| 3.   | 3.  | Interjú a sellővel (Interview With a Mermaid) | Jay Karas         | Emily Whitesell                                        | 2018. április 5. 2018. május 6.     | 0,62 millió |
| 4.   | 4.  | Úton (On the Road)                            | Steven A. Adelson | Elle Triedman                                          | 2018. április 12. 2018. május 13.   | 0,68 millió |
| 5.   | 5.  | Az éhezők átka (Curse of the Starving Class)  | John Badham       | Michael Gans és Richard Register                       | 2018. április 19. 2018. május 20.   | 0,69 millió |
| 6.   | 6.  | Leszámolás (Showdown)                         | Martha Coolidge   | Holly Brix                                             | 2018. április 26. 2018. május 27.   | 0,59 millió |
| 7.   | 7.  | Holttest a vízben (Dead in the Water)         | Nick Copus        | Ian Sobel és Matt Morgan                               | 2018. május 3. 2018. június 3.      | 0,51 millió |
| 8.   | 8.  | Emberi tényező (Being Human)                  | Amanda Tapping    | Liz Maccie                                             | 2018. május 10. 2018. június 10.    | 0,50 millió |
| 9.   | 9.  | Utcai harcok (Street Fight)                   | Joe Menendez      | Zach Ayers                                             | 2018. május 17. 2018. június 17.    | 0,62 millió |
| 10.  | 10. | Végjáték (Aftermath)                          | Nick Copus        | Eric Wald és Emily Whitesell                           | 2018. május 24. 2018. június 24.    | 0,66 millió |

## Második évad (2019)
| Sor. | Év. | Cím                                    | Rendező           | Író                                            | Premier                               | Nézettség   |
| ---- | --- | -------------------------------------- | ----------------- | ---------------------------------------------- | ------------------------------------- | ----------- |
| 9.   | 1.  | Az érkezés (The Arrival)               | Matt Hastings     | Emily Whitesell                                | 2019. január 24. 2019. február 17.    | 0,71 millió |
| 10.  | 2.  | Pénzszűkében (The Wolf at the Door)    | Amanda Row        | Eric Wald                                      | 2019. január 31. 2019. február 24.    | 0,53 millió |
| 11.  | 3.  | A természetes rend (Natural Order)     | Joe Menendez      | Heather Thomason                               | 2019. február 7. 2019. március 3.     | 0,42 millió |
| 12.  | 4.  | Olaj és víz (Oil and Water)            | John Badham       | Ian Sobel és Matt Morgan                       | 2019. február 14. 2019. március 10.   | 0,52 millió |
| 13.  | 5.  | Ősi ösztönök (Primal Instincts)        | Ellen S. Pressman | Liz Maccie                                     | 2019. február 21. 2019. március 17.   | 0,50 millió |
| 14.  | 6.  | Segélyhívás (Distress Call)            | David Grossman    | Michael Gans és Richard Register               | 2019. február 28. 2019. március 24.   | 0,41 millió |
| 15.  | 7.  | A csapda (Entrapment)                  | Amanda Row        | Zoë Green                                      | 2019. március 7. 2019. március 31.    | 0,44 millió |
| 16.  | 8.  | Áttét (Leverage)                       | Joe Menendez      | Eric Wald                                      | 2019. március 14. 2019. április 7.    | 0,51 millió |
| 17.  | 9.  | Az északi csillag vége (No North Star) | Geoff Shotz       | Sarah Wise                                     | 2019. június 13. 2019. augusztus 13.  | 0,56 millió |
| 18.  | 10. | Mindent egy lapra (All In)             | David Solomon     | Heather Thomason                               | 2019. június 20. 2019. augusztus 20.  | 0,43 millió |
| 19.  | 11. | Félreérthető jelek (Mixed Signals)     | Ben Bray          | Ian Sobel és Matt Morgan                       | 2019. június 27. 2019. augusztus 27.  | 0,39 millió |
| 20.  | 12. | Megnyugvás (Serenity)                  | Steven A. Adelson | Elias Benavidez                                | 2019. június 27. 2019. szeptember 3.  | 0,37 millió |
| 21.  | 13. | Helyőrség (The Outpost)                | Amanda Tapping    | Cole Fowler                                    | 2019. július 11. 2019. szeptember 10. | 0,42 millió |
| 22.  | 14. | Az utolsó sellő (The Last Mermaid)     | Barbara Brown     | Michael Gans és Richard Register               | 2019. július 18. 2019. szeptember 17. | 0,41 millió |
| 23.  | 15. | Áldozat (Sacrifice)                    | Rachel Leiterman  | Liz Maccie                                     | 2019. július 25. 2019. szeptember 24. | 0,53 millió |
| 24.  | 16. | Új Világrend (New World Order)         | Nick Copus        | Történet: Emily Whitesell Tévéjáték: Eric Wald | 2019. augusztus 1. 2019. október 1.   | 0,44 millió |

## Harmadik évad (2020)
| Sor. | Év. | Cím                                               | Rendező           | Író                              | Premier                                                 | Nézettség   |
| ---- | --- | ------------------------------------------------- | ----------------- | -------------------------------- | ------------------------------------------------------- | ----------- |
| 27.  | 1.  | Határok (Borders)                                 | Joe Menendez      | Eric Wald                        | 2020. április 2. 2020. május 31.                        | 0,51 millió |
| 28.  | 2.  | Kinyilatkoztatás (Revelations)                    | Nick Copus        | Emily Whitesell                  | 2020. április 2. 2020. június 7. (feliratos változat)   | 0,41 millió |
| 29.  | 3.  | Túlélő (Survivor)                                 | Aprill Winney     | Sarah Wise                       | 2020. április 9. 2020. június 14. (feliratos változat)  | 0,42 millió |
| 30.  | 4.  | Élet és halál (Life and Death)                    | Joe Menendez      | Michael Gans és Richard Register | 2020. április 16. 2020. június 21. (feliratos változat) | 0,37 millió |
| 31.  | 5.  | Anya és én (Mommy and Me)                         | John Badham       | Liz Maccie                       | 2020. április 23. 2020. június 28. (feliratos változat) | 0,42 millió |
| 32.  | 6.  | A sziget (The Island)                             | Amanda Row        | Gavin Johannsen                  | 2020. április 30. 2020. július 5.                       | 0,34 millió |
| 33.  | 7.  | Miért éppen Alaszka? (Northern Exposure)          | Marita Grabiak    | Gavin Johannsen                  | 2020. május 7. 2020. július 12.                         | 0,41 millió |
| 34.  | 8.  | Míg a halál el nem választ (Til Death Do Us Part) | Bola Ogun         | Heather Thomason                 | 2020. május 14. 2020. július 19.                        | 0,42 millió |
| 35.  | 9.  | Hang a sötétben (A Voice in the Dark)             | Steven A. Adelson | Zoo Green                        | 2020. május 21. 2020. július 26.                        | 0,43 millió |
| 36.  | 10. | A tenger zúgása (The Toll of the Sea)             | Joe Menendez      | Eric Wald és Emily Whitesell     | 2020. május 28. 2020. augusztus 3.                      | 0,37 millió |

## Fordítás
- Ez a szócikk részben vagy egészben  a   List of Siren episodes című angol Wikipédia-szócikk ezen változatának fordításán alapul.  Az eredeti cikk szerkesztőit annak laptörténete sorolja fel. Ez a jelzés csupán a megfogalmazás eredetét és a szerzői jogokat jelzi, nem szolgál a cikkben szereplő információk forrásmegjelöléseként.